# کلاوس آلوفس
کلاوس آلوفس (به آلمانی: Klaus Allofs) بازیکن فوتبال و مهاجم اهل آلمان است که از سال ۱۹۷۸ میلادی عضو تیم ملی فوتبال آلمان بوده‌است. وی در ۵۶ بازی ملی حضور داشته است و آخرین بازی ملی خود را در سال ۱۹۸۸ میلادی انجام داد. کلاوس آلوفس در بازی‌های ملی‌اش ۱۷ گل به ثمر رساند. او در مسابقات جام ملت های اروپا 1980 در لباس تیم ملی آلمان غربی با 3 گل آقای گل مسابقات شد.